# Darby and Joan (film fra 1920)
Darby and Joan er en britisk stumfilm fra 1920 af Percy Nash.

## Medvirkende
- Derwent Hall Caine som Patrick Gorry
- Ivy Close som Sheila Moore
- George Wynn som Reginald Stevenson
- Meggie Albanesi som Elin Gorry
- Joan Ritz som Lizzie
- Leal Douglas som Gorry
- Edward O'Neill som Sayle Moore
- Douglas Munro som Malatesta
- Ernest A. Douglas som Joseph Montague
- Edward Craig som David Montagne
- Mary Taviner som Sheila